# Лисица джудже
Лисицата джудже (Vulpes macrotis) e вид лисица, срещана в Северна Америка. Някои изследователи отнасят към същия вид и американската лисица джудже, но според молекулярната систематика те са отделни видове.
Лисицата джудже има няколко признати подвида:
- Санхоакинската лисица джудже (V. macrotis mutica) в миналото е често срещана в долината Сан Хоакин в Калифорния, но през 90-те години на XX век популацията ѝ намалява до около 7000 екземпляра.
- Пустинната лисица джудже (V. macrotis arsipus) се среща в пустинята Мохаве.
- Южнокалифорнийската лисица джудже (V. macrotis macrotis) е обитавала пустинните райони на Южна Калифорния до изчезването си през 1903.

## Общи сведения
Лисицата джудже е сива с ръждив оттенък и черен връх на опашката.

## Разпространение
Лисицата джудже се среща главно в Северно Мексико и югозападната част на Съединените щати. Обикновено живее в пустините или степите, като предпочита сухите зони.

## Начин на живот и хранене
Лисицата джудже си изкопава малка бърлога и рядко се отдалечава на повече от няколко километра от нея. Активна е предимно през нощта, въпреки че понякога излиза и през деня. Обикновено излиза на лов малко след залез и се храни главно с гризачи, зайцевидни, насекоми, риба и дребни птици. Няколко семейства лисици джуджета могат да живеят в един и същ ловен район, но по принцип не излизат на лов едновременно.

## Размножаване
Лисиците джуджета създават двойки през октомври и ноември, като партньорите могат да се променят в различните години. Чифтосването става от декември до февруари, а малките, обикновено по 3 до 7, се раждат през март и април.